# Misuráta
Misuráta (arabsky مصراتة‎, Misráta) je město na severozápadě Libye. Leží na pobřeží Středozemního moře 210 kilometrů na východ od Tripolisu, hlavního města země. Má přes půl milionu obyvatel a je to po Tripolisu a Benghází třetí největší město státu.